# Liste von Söhnen und Töchtern Leicesters
Diese Liste umfasst – ohne Anspruch auf Vollständigkeit – in der britischen Stadt Leicester geborene und mit einem Artikel in der deutschsprachigen Wikipedia vertretene Personen:

## 17. bis 19. Jahrhundert

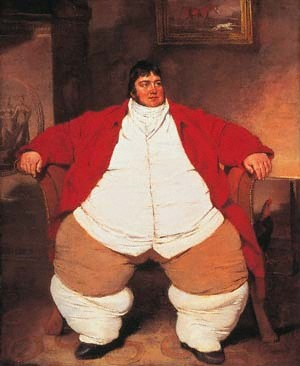
Daniel Lambert
(1770–1809)

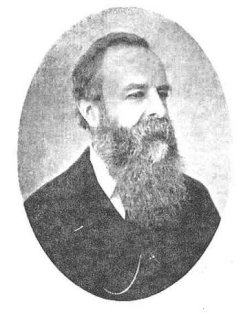
Edward Thomas Loseby
(1817–1890)

- Robert Valentine (1674–nach 1735), Flötist und Komponist
- Thomas Arnold (1742–1816), Psychiater und Reformer des Irrenwesens
- Daniel Lambert (1770–1809), zu seiner Zeit der schwerste Mann der Welt
- Francis Flora Palmer (1812–1876), britisch-US-amerikanische Zeichnerin und Lithographin
- Edward Thomas Loseby (1817–1890), Chronometermacher
- Henry Walter Bates (1825–1892), Naturforscher, Evolutionsbiologe und Entomologe
- A. J. Mundella (1825–1897), Politiker
- William Forsell Kirby (1844–1912), Entomologe und Volkskundler
- John Edwin Sandys (1844–1922), klassischer Philologe
- John Fulleylove (1845–1908), Maler von Stadtansichten, Gebäuden und Landschaften
- William Silver Frith (1850–1924), Bildhauer
- Henry Norman, 1. Baronet (1858–1939), Politiker
- Thomas Robertson-Aikman (1860–1948), Oberstleutnant und Curler
- Joseph Merrick (1862–1890), Elefantenmensch
- James Allen (1864–1912), Schriftsteller
- Walter Heubach (1865–1923), Maler und Tierillustrator
- Chapman Cohen (1868–1954), Freidenker und Schriftsteller
- Herbert Luck North (1871–1941), Architekt
- Henry Ernest Atkins (1872–1955), Schachspieler
- John Arthur Jarvis (1872–1933), Schwimmer
- Robert Atherley (1878–1963), Fußballspieler
- Tommy Allsopp (1880–1919), Fußball- und Cricketspieler
- Lawrence Wright (1888–1964), Komponist und Musikverleger
- John Rawlings Rees (1890–1969), Psychiater und Brigadegeneral (Royal Army Medical Corps)
- Lilian Lenton (1891–1972), Suffragette
- Norman Black (1894–1973), Autorennfahrer
- Walter Essom (1895–1966), Fußballspieler
- Ernest Bacon (1896–1972), Fußballspieler
- Walter Byron (1899–1972), Schauspieler
- Alfred Cyril Ewing (1899–1973), Philosoph

## 20. Jahrhundert

### 1901–1940

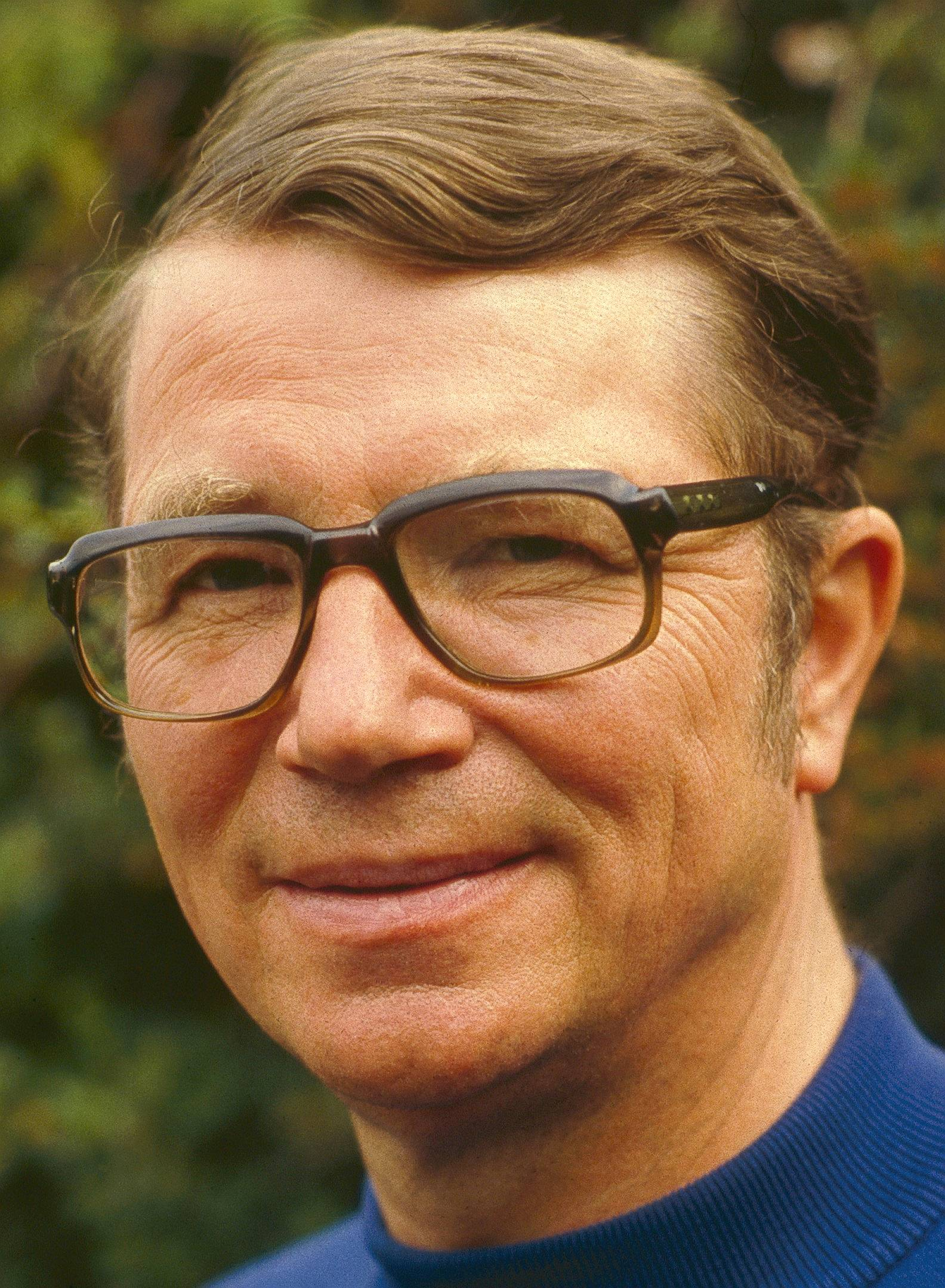
Colin Wilson
(1931–2013)

- Lionel Stützer (1901–1991), deutscher Pionier des Buddhismus
- Richard Ellis (1902–1966), Pädiater
- Beryl Markham (1902–1986), Flugpionierin
- Edith Rimmington (1902–1986), Malerin, Fotografin und Dichterin
- Gladys Carson (1903–1987), Schwimmerin
- Geoffrey Waddington (1904–1966), kanadischer Geiger und Dirigent
- C. P. Snow (1905–1980), Wissenschaftler und Schriftsteller
- George Deacon (1906–1984), Ozeanograph und Chemiker
- Cyril Clarke (1907–2000), Arzt, Genetiker und Lepidopterologe
- George Pollock (1907–1979), Regisseur und Regieassistent
- John Cox (1908–1972), Tontechniker
- Stanley Vann (1910–2010), Komponist, Organist und Musikpädagoge
- John H. Plumb (1911–2001), Schriftsteller und Historiker
- Bob Gerard (1914–1990), Autorennfahrer
- Vera Robinson (1917–1996), Schwimmerin
- Cedric Smith (1917–2002), Mathematiker
- Harold Hopkins (1918–1994), Physiker
- Denis Wakeling (1918–2004), Bischof der Church of England
- Deryck Cooke (1919–1976), Musikwissenschaftler
- Betty Driver (1920–2011), Sängerin und Schauspielerin
- Patrick Howard-Dobson (1921–2009), General der British Army
- Stephen Mason (1923–2007), Chemiker und Wissenschaftshistoriker
- Roger Blin-Stoyle (1924–2007), Physiker
- Barry Letts (1925–2009), Schauspieler, Filmproduzent, Regisseur und Drehbuchautor
- Kenneth Johnson (1928–2015), Langstrecken-, Cross- und Hindernisläufer
- Arthur William Hope Adkins (1929–1996), Altphilologe und Philosophiehistoriker
- Colin Wilson (1931–2013), Schriftsteller
- George Leonard Huxley (1932–2022), britisch-irischer Klassischer Philologe und Gräzist
- Anthony Hallam (1933–2017), Geologe und Paläontologe
- Joe Orton (1933–1967), Dramatiker
- John Taylor (1933–1966), Automobilrennfahrer
- Ed Gamble (1935–2016), Bogenschütze
- Andrew Gurr (* 1936), Literaturwissenschaftler
- David Hall (1937–2014), Bildhauer, Installations- und Videokünstler
- Alan Walker (1938–2017), Anatom und Paläoanthropologe
- Kate O’Mara (1939–2014), Schauspielerin

### 1941–1950

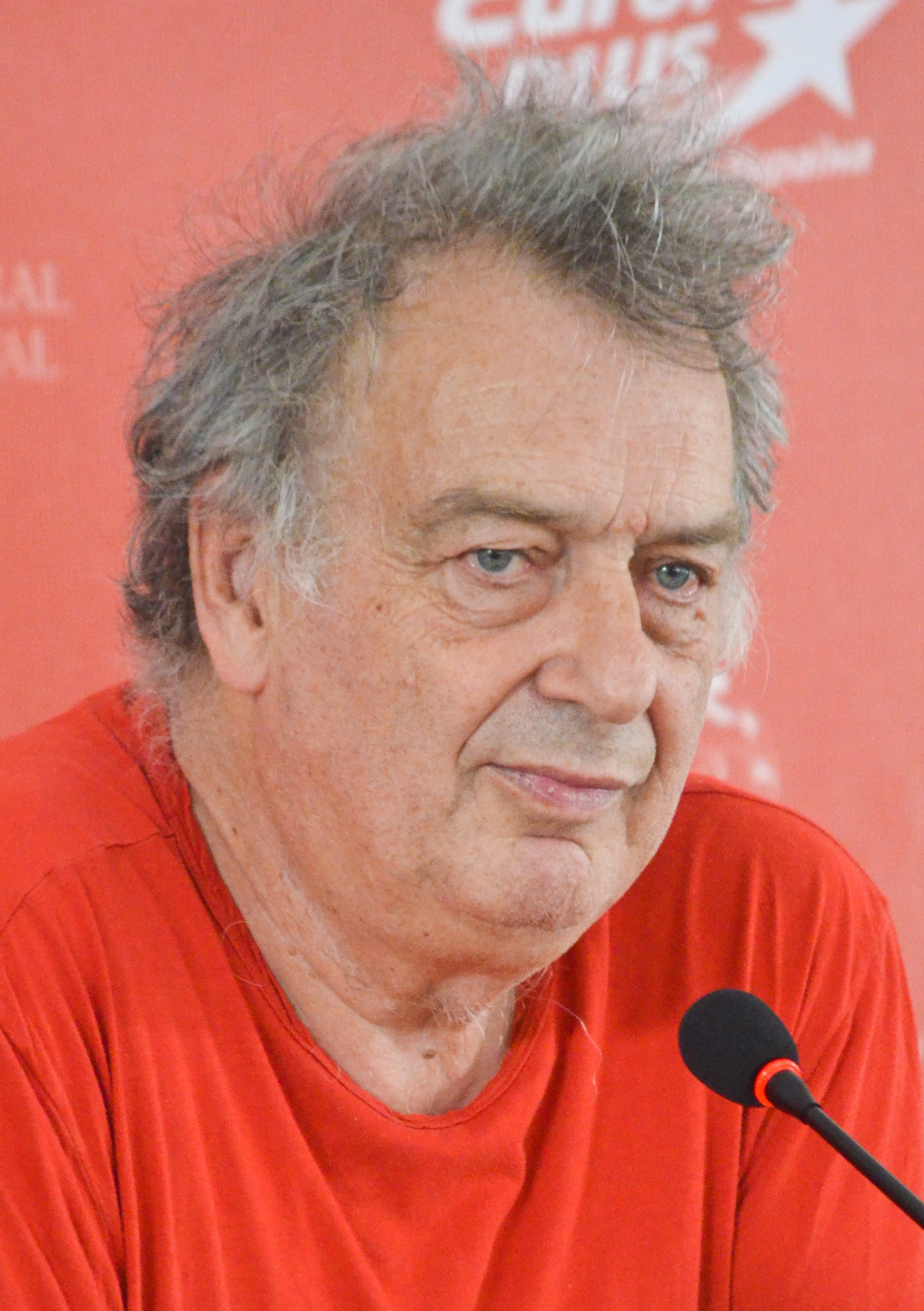
Stephen Frears
(* 1941)

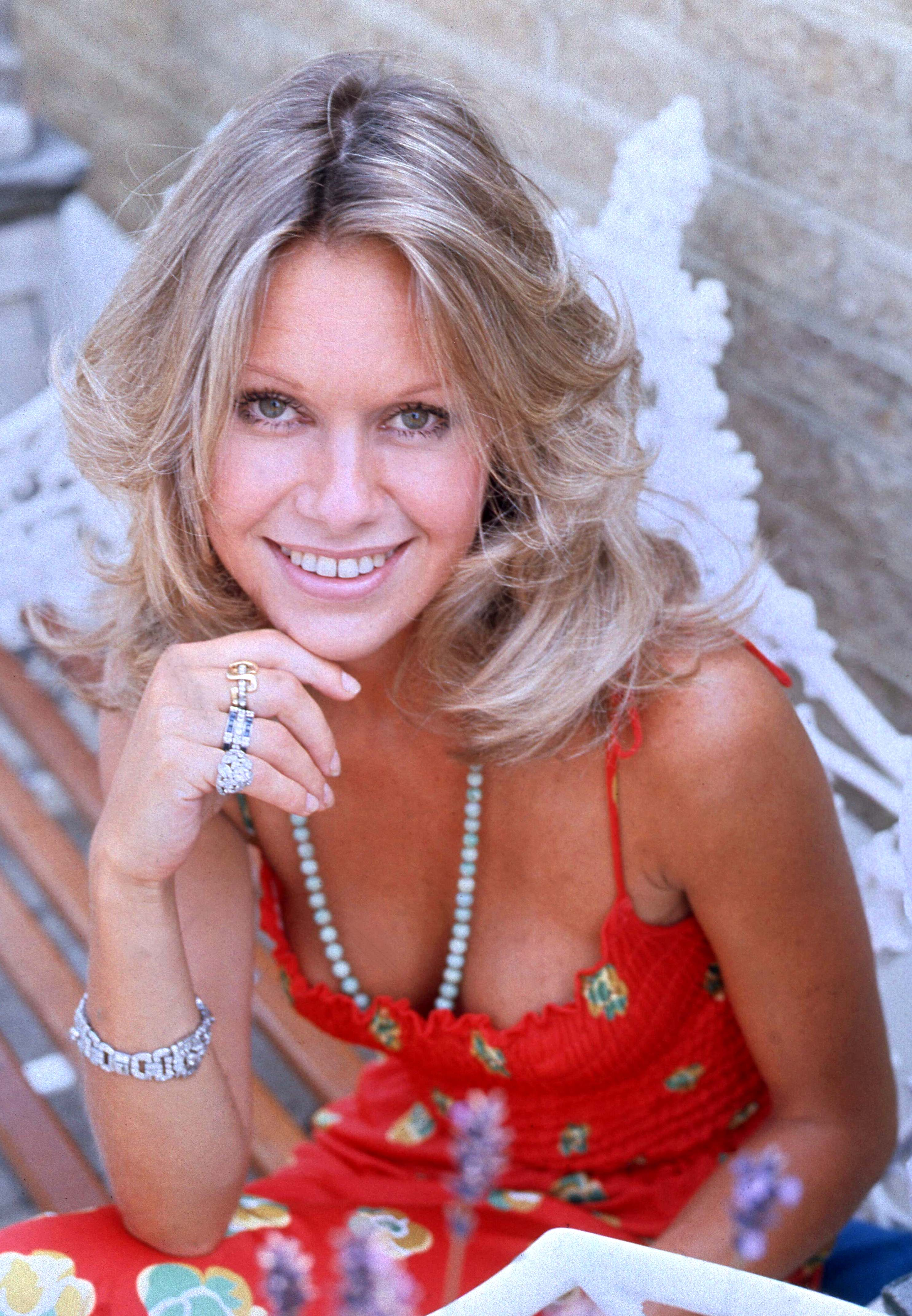
Suzanna Leigh
(1945–2017)

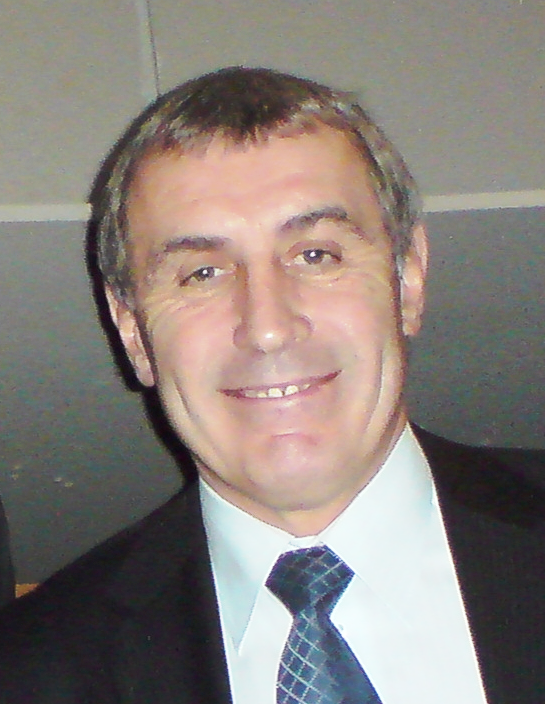
Peter Shilton
(* 1949)

- Graham Chapman (1941–1989), Schauspieler und Schriftsteller
- Stephen Frears (* 1941), Regisseur und Filmproduzent
- Alice Kessler-Harris (* 1941), Historikerin
- Jon Lord (1941–2012), Musiker
- Henry Lowther (* 1941), Jazz-Trompeter, Violinist und Pianist
- Bryan Stanyon (* 1941), Schauspieler
- William Wallace, Baron Wallace of Saltaire (* 1941), Politiker, Politikwissenschaftler, Historiker und Autor
- Roger Chapman (* 1942), Sänger
- Brian Davison (1942–2008), Schlagzeuger
- Irene Dölling (* 1942), Soziologin und ehemalige Hochschullehrerin
- Roger C. Blockley (* 1943), kanadischer Althistoriker britischer Herkunft
- John Leeson (* 1943), Schauspieler
- Pat Lowe (* 1943), Mittelstreckenläuferin und Sprinterin
- Rod Allen (1944–2008), Sänger und Bassist der Band The Fortunes
- Janet Foxley (* 1944/1945), Kinderbuchautorin
- Michael Harvey (* 1944), britisch-US-amerikanischer Konzeptkünstler, Schriftsteller, Maler, Zeichner und Filmkünstler
- Wolfgang Herzberg (* 1944), deutscher Publizist, Textdichter
- Suzanna Leigh (1945–2017), Schauspielerin
- James Acheson (* 1946), Kostümbildner
- Julian Barnes (* 1946), Schriftsteller
- John Du Cann (1946–2011), Gitarrist, Sänger und Songwriter
- Tony Kaye (* 1946), Musiker
- Daryl Runswick (* 1946), Musiker
- Sue Townsend (1946–2014), Schriftstellerin
- Anne Fine (* 1947), Schriftstellerin
- Laurie Graham (* 1947), Autorin
- Roger Pratt (1947–2024), Kameramann
- Michael Kitchen (* 1948), Schauspieler
- Kim McLagan (1948–2006), Fotomodell
- Roger Williamson (1948–1973), Autorennfahrer
- Pick Withers (* 1948), Schlagzeuger
- Brian Adams (* 1949), Geher
- Susan Fitzgerald (1949–2013), irische Schauspielerin
- John Illsley (* 1949), Bassist
- David Needham (* 1949), Fußballspieler
- Mick Pini (* 1949), Musiker
- Peter Shilton (* 1949), Fußballtorhüter
- Peter Lovett (* 1950), Unternehmer und Autorennfahrer

### 1951–1960
- John Deacon (* 1951), Musiker

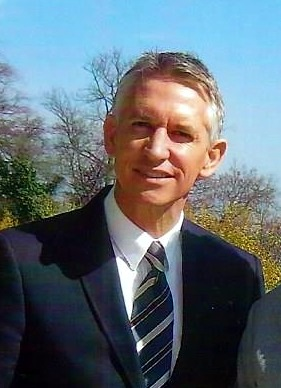
Gary Lineker
(* 1960)

- Gregory Winter (* 1951), Molekularbiologe; Nobelpreisträger
- David Icke (* 1952), Fußballspieler und Sportreporter
- Martin J. Taylor (* 1952), Mathematiker
- Willie Thorne (1954–2020), Snookerspieler
- Martin J. Goodman (* 1956), Schriftsteller
- Gig Ryan (* 1956), australische Dichterin, Literaturkritikerin, Singer-Songwriterin und Gitarristin
- Jerry Underwood (1956–2002), Jazzmusiker
- Freda Warrington (* 1956), Schriftstellerin
- Mark Hebden (* 1958), Schachspieler
- Michael Robinson (1958–2020), Fußballspieler und -kommentator
- John Sherrington (* 1958), römisch-katholischer Erzbischof von Liverpool
- Tony Sibson (* 1958), Boxer
- Rosie Winterton (* 1958), Politikerin
- Glenn Flear (* 1959), Schachspieler und Autor
- Nicola Vollkommer (* 1959), Lehrerin und Autorin
- Jane A. Adams (* 1960), Schriftstellerin
- Gary Lineker (* 1960), Fußballspieler
- Josette Simon (* 1960), Schauspielerin

### 1961–1970
- Colin Bell (* 1961), Fußballspieler und -trainer
- Nicholas Blane (* 1962), Schauspieler
- Damon Buffini (* 1962), Geschäftsmann
- Richard Caldicott (* 1962), Fotograf
- Neil Grewcock (* 1962), Fußballspieler
- Dominic Keating (* 1962), Schauspieler
- Darryl Webster (* 1962), Radrennfahrer
- Paul J. James (* 1964), Basketballtrainer und -spieler
- Sarah Clackson (1965–2003), Papyrologin und Koptologin
- Claudia Webbe (* 1965), Politikerin
- Jayant Mistry (* 1966), Rollstuhltennisspieler
- Andy Nyman (* 1966), Schauspieler, Produzent, Drehbuchautor und Zauberkünstler
- Mark Considine (* 1967), Basketballspieler
- Matt Darey (* 1968), Trance-DJ und -Produzent
- Dion Dublin (* 1969), Fußballspieler
- Jonathan Monk (* 1969), Künstler
- DJ SS (* 1970), Drum-and-Bass-DJ und -Produzent
- Gianfranco Walsh (* 1970), Ökonom und Hochschullehrer

### 1971–1980

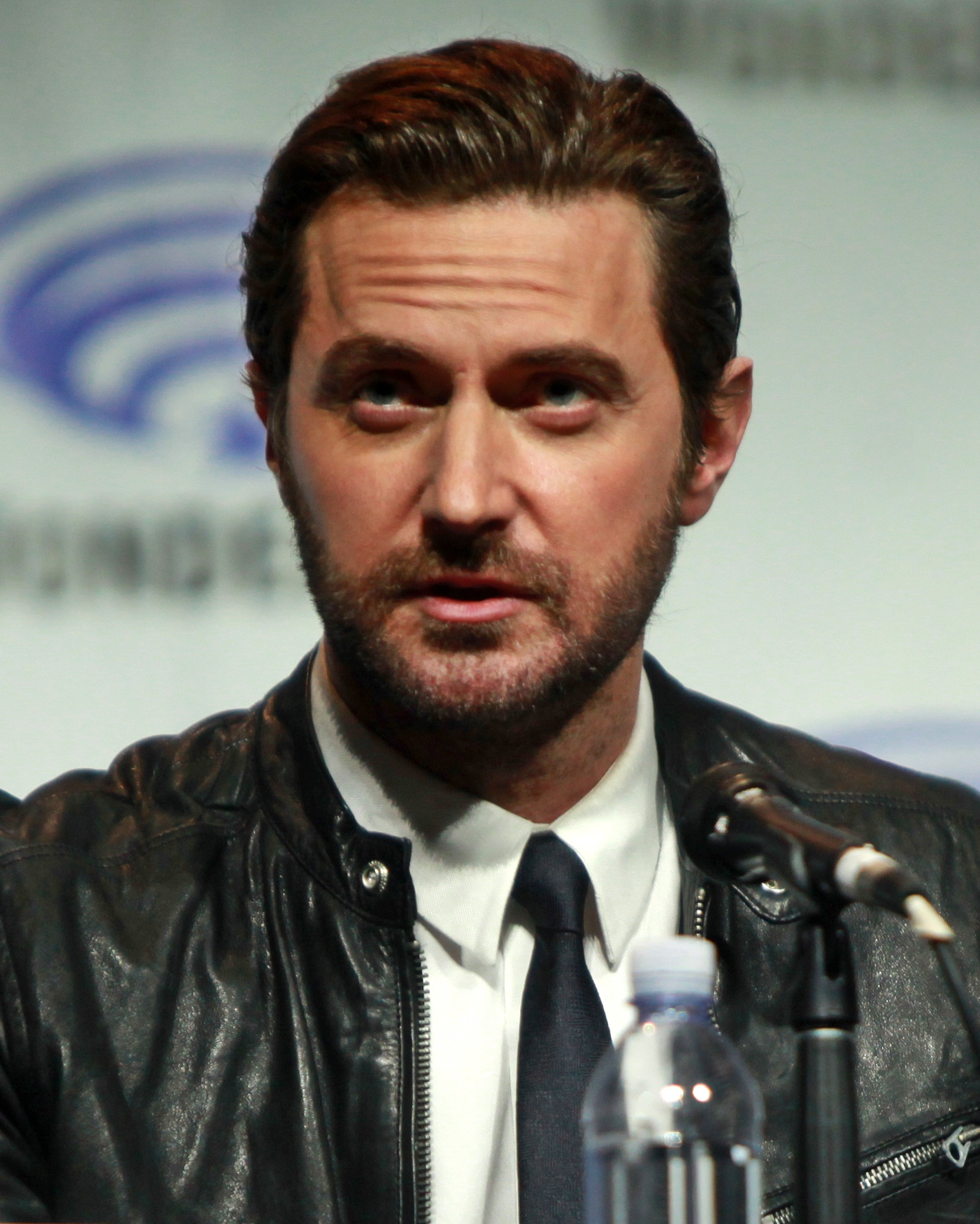
Richard Armitage
(* 1971)

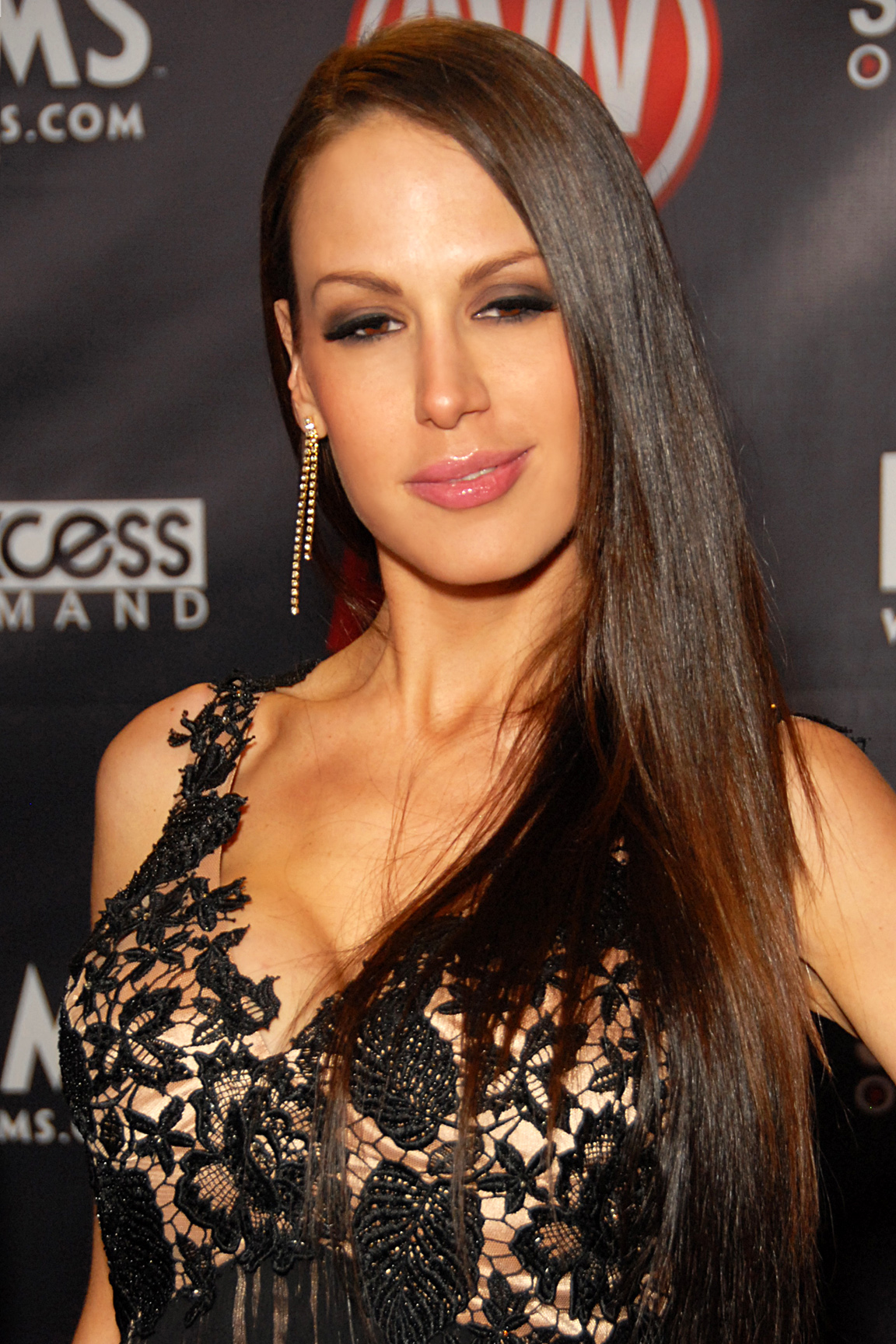
McKenzie Lee
(* 1979)

- Richard Armitage (* 1971), Theater- und Filmschauspieler
- John Merricks (1971–1997), Regattasegler
- Bali Rai (* 1971), Schriftsteller
- Robert Tewsley (* 1972), Balletttänzer
- Alison King (* 1973), Schauspielerin und Model
- Joe Jogia (* 1975), Snookerspieler
- Parminder Nagra (* 1975), Schauspielerin
- Jamie Caven (* 1976), Dartspieler
- Ben Hammersley (* 1976), Internettechnologe, Stratege und Journalist
- Aynsley Lister (* 1976), Gitarrist und Sänger
- Chris Wooding (* 1977), Autor
- Emile Heskey (* 1978), Fußballspieler
- McKenzie Lee (* 1979), Pornodarstellerin
- Adam Webster (* 1980), Fußballspieler

### 1981–1990

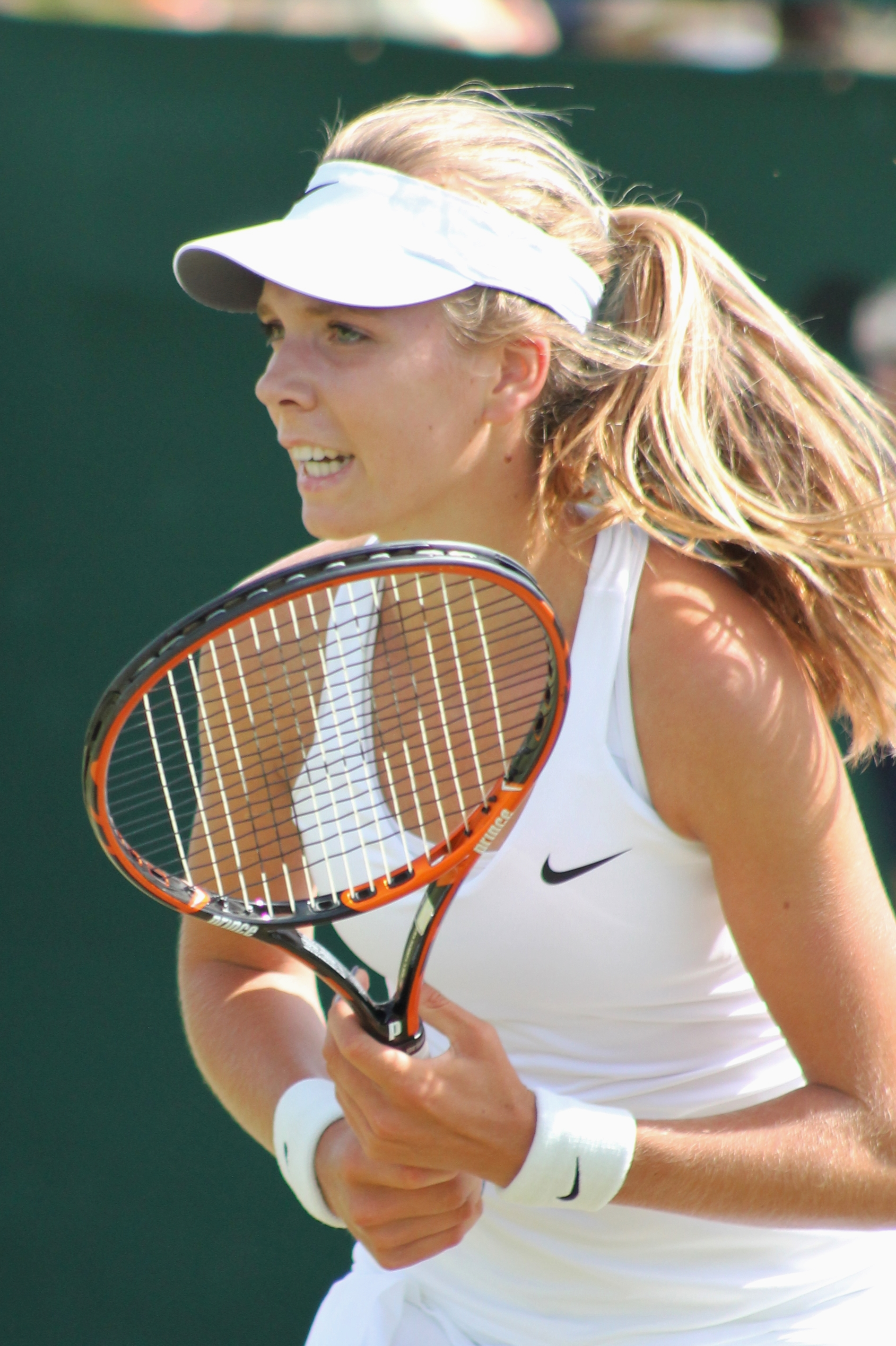
Katie Boulter
(* 1996)

- Charlie Martin (* 1981), Rennfahrerin, Vloggerin und Transgenderaktivistin
- Jamie Green (* 1982), Autorennfahrer
- Stephen Jelley (* 1982), Autorennfahrer
- John Gimson (* 1983), Segler
- Cath Roberts (* 1983), Jazz- und Improvisationsmusikerin
- Mark Selby (* 1983), Snooker- und Poolbillardspieler
- Rakhee Thakrar (* 1984), Schauspielerin
- Tom Williamson (* 1984), Fußballspieler
- Rival Consoles (* 1985), Musikproduzent und DJ
- Allan Cotterill (* 1985), Musiker
- Gemma Steel (* 1985), Langstreckenläuferin
- Paula Jackson (* 1986), Bobfahrerin
- Dan Cole (* 1987), Rugbyspieler
- Ben Woollaston (* 1987), Snookerspieler
- Paul Anderson (* 1988), Fußballspieler
- Ryan Robbins (* 1988), Fußballspieler
- Rachel Williams (* 1988), Fußballspielerin
- Chris Adcock (* 1989), Badmintonspieler
- Lee Tomlin (* 1989), Fußballspieler
- Joe Mattock (* 1990), Fußballspieler
- Samuel Ward (* 1990), Hockeyspieler

### 1991–2000
- Peter Briggs (* 1992), Badmintonspieler
- Lucy Buckingham (* 1992), Triathletin
- Lucy van der Haar (* 1994), Radrennfahrerin
- Lucy Hatton (* 1994), Hürdenläuferin
- Harry Panayiotou (* 1994), Fußballspieler
- Joe O’Connor (* 1995), Snookerspieler
- Ché Adams (* 1996), Fußballspieler
- Katie Boulter (* 1996), Tennisspielerin
- George Parker (* 1996), Squashspieler
- Lily Taylor (* 1996), Squashspielerin
- Louis Heathcote (* 1997), Snookerspieler
- Josh Knight (* 1997), Fußballspieler
- Xia Brookside (* 1998), Wrestlerin
- Darnell Johnson (* 1998), Fußballspieler
- Mahalia (* 1998), Sängerin und Songwriterin
- Ashleigh Plumptre (* 1998), nigerianisch-englische Fußballspielerin

## 21. Jahrhundert
- Simon Herbert (* 2001), Squashspieler
- Madeleine McCann (* 2003), vermisste Person
- Sammy Braybrooke (* 2004), Fußballspieler
- Eddie O’Shea (* 2006), Motorradrennfahrer